# Sabine Kuegler
Sabine Kuegler (ur. 25 grudnia 1972 w mieście Patan w Nepalu) – niemiecka pisarka. W wieku od 7 do 17 lat mieszkała w dżungli w zachodniej części Nowej Gwinei, wraz z rodzicami, językoznawcami i misjonarzami badającymi język miejscowego ludu Fayu. W wieku 17 lat wróciła do Europy.
Jest autorką książki pt. „Dziecko dżungli” (Dschungelkind, 2005, ISBN 3-426-27361-6). Jej druga książka nosi tytuł „Zew dżungli” (Ruf des Dschungels, 2006, ISBN 3-426-27393-4). Wydała także książkę Jäger und Gejagte.
W 2011 r. książka „Dziecko dżungli” doczekała się ekranizacji filmowej.